# سوگیری بازیگر–مشاهده‌گر
سوگیری بازیگر-مشاهده‌گر (در انگلیسی actor–observer bias) یک سوگیری متداول برای اشخاص است.
اغلب ما تمایل داریم واکنش‌های خود را به موقعیتهای خارجی خارج از کنترل ما، و اعمال و رفتار دیگران را به عوامل درونی آنان نسبت دهیم. مثلاً وقتی ما می‌بینیم کسی روی زمین می‌افتد تمایل داریم این اتفاق را به طرز راه رفتن وی نسبت دهیم، اما اگر همین اتفاق برای خودمان بیفتد آن را به عوامل خارجی نظیر یخ‌زدگی پیاده‌رو نسبت می‌دهیم.
علت سوگیری بازیگر-مشاهده‌گر این است که اغلب ما نسبت به پیشینه و عوامل خارجیِ بسیاری که روی اعمال و رفتارمان اثر می‌گذارند آگاه‌ایم اما وقتی توجه خود را بر اعمال دیگران معطوف میکنیم کمتر به وجود چنین پیشینه‌ای توجه می‌کنیم. بنابراین اعمال و رفتاری که از خودمان سر می‌زند را به عوامل خارجی و رفتار دیگران را برخاسته از ویژگی‌ها و صفات و حالات درونی آنان فرض می‌کنیم.